# Sidenglänsande jordloppa
Sidenglänsande jordloppa (Phyllotreta nigripes) är en skalbaggsart som först beskrevs av Fabricius 1775.  Sidenglänsande jordloppa ingår i släktet Phyllotreta, och familjen bladbaggar. Enligt den finländska rödlistan är arten sårbar i Finland. Arten är reproducerande i Sverige. Artens livsmiljö är torra gräsmarker.

## Bildgalleri

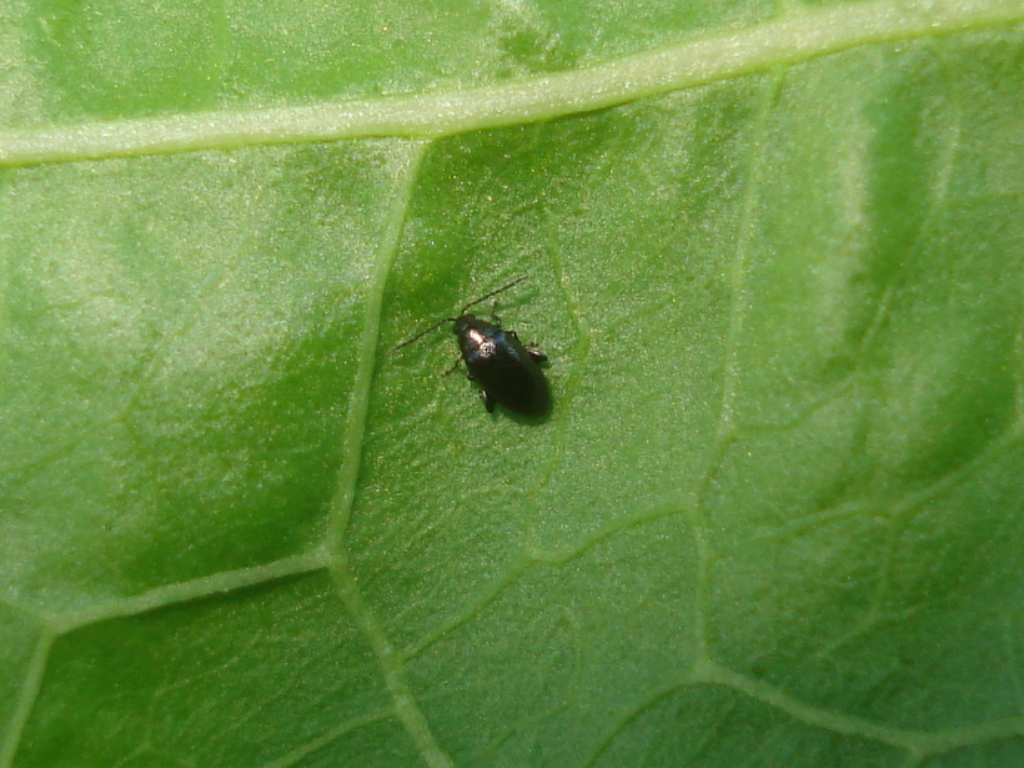